# Hubbard County
Hubbard County is een county in de Amerikaanse staat Minnesota.
De county heeft een landoppervlakte van 2.389 km² en telt 18.376 inwoners (volkstelling 2000). De hoofdplaats is Park Rapids.